# Zodarion timidum
Zodarion timidum är en spindelart som först beskrevs av Simon 1874.  Zodarion timidum ingår i släktet Zodarion och familjen Zodariidae. Inga underarter finns listade i Catalogue of Life.